# کردآباد (میامی)
کُردآباد روستایی در دهستان کلاته‌های شرقی بخش مرکزی شهرستان میامی استان سمنان ایران است.
اهالی این روستا اصالتا از کُردهای استان کردستان و شهرهای غربی این استان هستند که به واسطه تبعید به این مکان آمده اند و به همین دلیل نام دهستان را کُرداباد گذاشتند.
اغلب مردم این دهستان از طایفه عسکری هستند که این طایفه از طوایف بزرگ و مشهور و با فرهنگی غنی در کردستان هستند.

## جمعیت
بر پایه سرشماری عمومی نفوس و مسکن در سال ۱۳۹۵ جمعیت این مکان ۴۰۱ نفر (۱۴۵خانوار) بوده‌است.
مردم روستا